# Терехово (Хвойнинський район)
Терехово (рос. Терехово) — присілок в Хвойнинському районі Новгородської області Російської Федерації.
Населення становить 70 осіб. Входить до складу муніципального утворення Боровське сільське поселення.

## Історія
Від 2005 року входить до складу муніципального утворення Боровське сільське поселення

## Населення
| 2009 | 2010 | 2012 | 2013 |
| ---- | ---- | ---- | ---- |
| 78   | ↘55  | ↗71  | ↘70  |